# Victor Raider-Wexler
Victor Raider (Toledo (Ohio), 31 december 1943) is een Amerikaans acteur en stemacteur. 

## Carrière
Raider begon met acteren in 1974 met de film Benji. Hierna heeft hij nog meer dan 130 rollen gespeeld in films en televisieseries zoals A Friend to Die For (1994), Seinfeld (1993-1998), The Adventures of Rocky & Bullwinkle (2000), Two Guys and a Girl (2000-2001), Dr. Dolittle 2 (2001), Minority Report (2002), Everybody Loves Raymond (1996-2004) en The King of Queens (2001-2007). Ook heeft hij diverse videogames ingesproken zoals Supreme Commander (2007) en Guild Wars Nightfall (2006). 

## Filmografie

### Films
Selectie:
- 2006 The Pursuit of Happyness – als huurbaas
- 2002 Minority Report – als generaal Nash
- 2001 Dr. Dolittle 2 – als rechter B. Duff
- 2000 The Adventures of Rocky & Bullwinkle – als Igor
- 1994 A Friend to Die For – als rechter
- 1974 Benji – als Payton Murrah

### Televisieseries
Uitgezonderd eenmalige gastrollen.
- 2018 - 2020 The Boss Baby: Back in Business - als Frederic Estes - 8 afl.
- 2020 Wizards: Tales of Arcadia - als Vendel - 3 afl.
- 2016 - 2018 Trollhunters - als Vendel - 23 afl.
- 2007 – 2013 American Dad! – als Ray (stem) – 6 afl.
- 2007 The King of Queens – als mr. Kaufman – 3 afl.
- 2004 NYPD Blue – als rechter Kolisch – 2 afl.
- 2003 – 2004 Oliver Beene – als Super – 3 afl.
- 1996 – 2004 Everybody Loves Raymond – als Stan – 9 afl.
- 2001 - 2003 The King of Queens – als mr. Kaplan – 8 afl.
- 2000 – 2001 Two Guys and a Girl – als brandweercommandant Felix Shaw – 9 afl.
- 1999 The Lot – als Leo Sylver - ? afl.
- 1993 – 1998 Seinfeld – als dokter – 4 afl.
- 1997 Alright Already – als Sol – 2 afl.
- 1997 Burn-Up Excess – als Tonoyama - 13 afl. (animatieserie)
- 1996 The Drew Carey Show – als Paul Van Houten – 2 afl.
- 1994 – 1996 The John Larroquette Show – als Samson – 2 afl.

### Computerspellen
- 2011 The Elder Scrolls V: Skyrim – als Mehrunes Dagon
- 2010 Darksiders – als toegevoegde stemmen
- 2007 Supreme Commander – als stem
- 2007 Golden Axe: Beast Rider – als stem
- 2006 Guild Wars Nightfall – als prins Ahmtur de machtige / toegevoegde stemmen
- 2006 Swat 4: The Stetchkov Syndicate – als oude gijzelaar / Lionel MacArthur
- 2005 Champions: Return to Arms – als stem
- 2004 Call of Duty: Finest Hour – als stem
- 2003 The Lord of the Rings: The War of the Ring – als stem
- 2003 James Bond 007: Everything or Nothing – als toegevoegde stemmen
- 2003 The Hobbit – als stem
- 2001 Floigan Bros. – als Baron Malodorous
- 2001 Star Wars: Galactic Battlegrounds – als Empire scout kapitein
- 1999 Indiana Jones and the Infernal Machine – als dr. Gennadi
- 1999 Star Trek: Hidden Evil – als Romulan beveiliger / stemmen
- 1999 Thousand Arms – als stem
- 1997 The Curse of Monkey Island – als Slappy Cromwell / Snowcone man

- International Standard Name Identifier: 0000 0000 4002 3144
- Library of Congress Control Number: no99001843
- Virtual International Authority File: 11933386
- WorldCat: E39PBJjXffJWfrRWMYMWYvcdcP